# Paesi Bassi ai Giochi della XXVI Olimpiade
I Paesi Bassi parteciparono ai Giochi della XXVI Olimpiade, svoltisi ad Atlanta, Stati Uniti, dal 19 luglio al 4 agosto 1996, con una delegazione di 239 atleti impegnati in diciannove discipline.

## Risultati

### Pallanuoto
| Atleta | Classifica |                        |
| --- | --- | ---------------------- |
| V · D · M Nazionale maschile olandese di pallanuoto · Giochi olimpici - Atlanta 1996 van de Bunt • de Groot • Havenga • Issard • de Jong • van der Kolk • Kunz • van der Meer • Nieuwenburg • Stoffels • Uri • de Vries · CT : Hans van Zeeland | 10° |                        |
| Nazionale maschile olandese di pallanuoto · Giochi olimpici - Atlanta 1996 | |                        |
| van de Bunt • de Groot • Havenga • Issard • de Jong • van der Kolk • Kunz • van der Meer • Nieuwenburg • Stoffels • Uri • de Vries · CT: Hans van Zeeland                                                                                       | van de Bunt • de Groot • Havenga • Issard • de Jong • van der Kolk • Kunz • van der Meer • Nieuwenburg • Stoffels • Uri • de Vries · CT: Hans van Zeeland | Paesi Bassi (bandiera) |